# Gustav Klimpel
Gustav Reinhold Klimpel (* 8. August 1891 in Zittau; † 11. Juni 1956 in Düsseldorf) war ein deutscher Kommunalpolitiker der Sozialdemokratischen Partei Deutschlands (SPD), der unter anderem Oberbürgermeister von Freital sowie zehn Jahre lang bis zu seinem Tod Oberstadtdirektor von Duisburg war.

## Leben
Klimpel absolvierte nach dem Abitur ein Studium der Rechtswissenschaften und trat später als Mitglied der SPD bei. Als Nachfolger des erkrankten Carl Wedderkopf wurde er im Jahr 1927 Oberbürgermeister von Freital und übte dieses Amt aus, bis er 1933 nach Beginn der Machtergreifung der NSDAP entlassen wurde. Sein Nachfolger als Oberbürgermeister von Freital wurde im Jahr 1934 Erhardt Schroeter. Im Anschluss war er als Handelsvertreter tätig, ehe er aufgrund seiner im Jahr 1938 begonnenen Verbindungen zur Widerstandsbewegung nach dem Attentat vom 20. Juli 1944 verhaftet wurde. In einem darauf folgenden Prozess wurde er zu einer vierjährigen Freiheitsstrafe verurteilt.

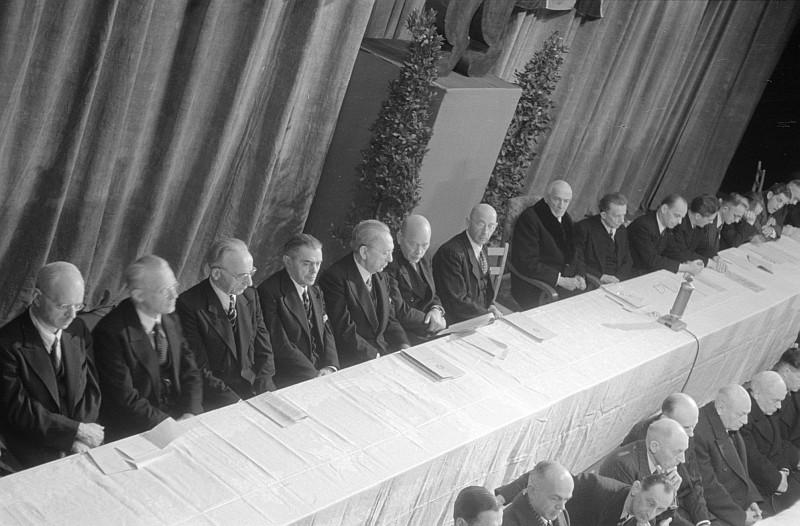
Gustav Klimpel 1945 im Magistrat Werner (hintere Reihe, zwölfter von links)

Nach seiner Freilassung nach dem Ende des Zweiten Weltkrieges wurde Klimpel Mitte Juli 1945 zunächst Hauptgeschäftsführer des Zentralverbandes der Kleintierzüchter mit Sitz in Berlin-Charlottenburg. Da er seit mehreren Jahrzehnten praktischer Kleingärtner war und besonders auf dem Gebiet des Siedlungswesen in der Zeit vor 1933 an führender Stelle gestanden hatte, wurde er Ende Juli 1945 auch zum kommissarischen Vorsitzenden des Provinzialverbandes Berlin-Brandenburg der Kleingärtner und Kleinsiedler bestellt. Am 31. Juli 1945 wurde er Leiter des Haupternährungsamtes von Berlin und gehörte damit als Nachfolger von Andreas Hermes als Stadtrat für Ernährung dem von Arthur Werner, dem Oberbürgermeister von Groß-Berlin, gebildeten Magistrat an. Er bekleidete diese Funktion bis zum 29. Mai 1946 und wurde dann von Josef Orlopp abgelöst.
Im Anschluss wurde Klimpel am 5. Juli 1946 erster Oberstadtdirektor von Duisburg. In diesem Amt verblieb er zehn Jahre lang bis zu seinem Tod im Juni 1956 und wurde dann von Fritz Seydaack abgelöst.
Am 9. Juli 1946 kandidierte er für das Amt des Oberbürgermeisters von Pforzheim. Während er im ersten Wahlgang mit elf Stimmen den ersten Platz unter drei Kandidaten einnahm, unterlag er aber im zweiten Wahlgang mit elf Stimmen knapp Friedrich Adolf Katz (CDU), der mit 13 Stimmen zum Oberbürgermeister gewählt wurde und im ersten Wahlgang nur acht Stimmen auf sich vereinigen konnte.
Im Jahr 1948 war Klimpel Mitglied des Kommunalpolitischen Ausschusses beim Vorstand der SPD. Während seiner Amtszeit wurde er am 12. Januar 1951 Gründungsvorsitzender der Europa-Union Duisburg.

## Würdigung
Gustav Klimpel zu Ehren wurde die Gustav-Klimpel-Straße in Freital benannt.

## Veröffentlichungen
- Gemeindefinanzen und Realsteuern in Sachsen, Verlag Kaden & Co., Dresden 1929